# Ritratto di Federico il Saggio
Il Ritratto di Federico il Saggio è un dipinto a tempera su tela (76x57 cm) di Albrecht Dürer, databile al 1496 e conservato nella Gemäldegalerie a Berlino. L'opera è siglata col celebre monogramma dell'artista, in basso a sinistra.

## Storia
Il ritratto venne probabilmente eseguito tra il 14 e il 18 aprile 1496, quando Federico il Saggio, elettore imperiale di Sassonia, si fermò a Norimberga. La brevità del soggiorno giustifica la tecnica inconsueta, col ricorso a una tela sottile (tüchlein), senza imprimitura, e con colori ad acqua fissati tramite un additivo, che essiccavano rapidamente.
Federico divenne subito un importante committente di Dürer, richiedendogli un altare per la cappella privata del suo castello di Wittenberg e il Polittico dei Sette Dolori. Quattro anni dopo gli chiese una nuova tela, Ercole che uccide gli uccelli di Stinfalo, per abbellire una sala del suo castello, e di nuovo si fece ritrarre nel 1524 con un'incisione a bulino.

## Descrizione e stile
Il soggetto è ritratto a mezza figura di tre quarti, voltato a destra e con lo sguardo girato verso lo spettatore, su sfondo verdastro. La tipologia del ritratto rimanda all'arte fiamminga, come lo stratagemma del parapetto su cui l'artista appoggia le braccia, o anche il motivo della lettera arrotolata in mano.
La postura eretta, il ricco abbigliamento con il grosso berretto a falde larghe ribaltate, sottolineano il carattere volitivo di Federico e il suo status. Gli occhi leggermente sgranati fissano impavidi incuotendo una certa soggezione.